# .pg
.pg — в Інтернеті, національний домен верхнього рівня (ccTLD) для Папуа Нової Гвінеї.

## Домени 2-го та 3-го рівнів
В цьому національному домені нараховується близько 184,000 вебсторінок (станом на січень 2007 року).
У наш час використовуються та приймають реєстрації доменів 3-го рівня такі доменні суфікси (відповідно, існують такі домени 2-го рівня):
| Суфікс  | Регламентовані користувачі                                            |
| .ac.pg  | Наукові та дослідницькі установи, коледжі, університети або інститути |
| .com.pg | Комерційні установи, корпорації                                       |
| .gov.pg | Державні та урядові установи                                          |
| .net.pg | Провайдери, організації, пов'язані з мережами                         |
| .org.pg | Неприбуткові, неурядові організації                                   |